# Lena Klaassen
Lena Klaassen (* 22. November 1991 in Geldern/Nordrhein-Westfalen) ist eine deutsche Leichtathletin, die sich auf Mittelstreckenläufe und Staffeln spezialisiert hat.

## Berufsweg
Klaassen konnte durch ihren Wechsel nach Leverkusen im Rahmen der Dualen Karriere ein sportförderndes Gymnasium und ein Internat besuchen, schloss 2014 eine Ausbildung zur Bürokauffrau ab und studiert auf Bachelor in Betriebswirtschaftslehre an der Hochschule Düsseldorf.

## Sportliche Karriere
2008 war für Lena Klaassen das bis dahin erfolgreichste Jahr. Sie wurde Deutsche Jugendmeisterin mit der 3-mal-800-Meter-Staffel und mit der 4-mal-400-Meter-Staffel Deutsche U23-Meisterin als auch Deutsche Crosslaufvizemeisterin mit der B-Jugend-Mannschaft. Weitere Platzierungen in 2008 waren ein 3. Platz über 800 Meter bei den Deutschen U18-Meisterschaften, ein 4. Platz bei den Deutschen Crosslaufmeisterschaften als B-Jugendliche in der Einzelwertung und ein 5. Platz bei den Deutschen Jugendhallenmeisterschaften auf den 800 Metern.
2010 folgten zwei weitere Meistertitel mit Staffeln: Bei den Deutschen U20-Meisterschaften (3 × 800 m) und den Deutschen U23-Meisterschaften (4 × 400 m). Des Weiteren kam Klaassen auf einen 3. Platz bei den Deutschen Crosslaufmeisterschaften mit der A-Jugend-Mannschaft und holte zwei vierte Plätze, einen bei den Deutschen U20-Hallenmeisterschaften im 800-Meter-Lauf, und den anderen bei den Deutschen U20-Meisterschaften im 2000-Meter-Hindernislauf.
Als Staffelläuferin der 3-mal-800-Meter-Staffel wurde Klaassen 2014 und 2017 Deutsche Meisterin sowie 2015 und 2018 Deutsche Vizemeisterin. In der Halle wurde sie 2015 Deutsche Hallenmeisterin.
2016 begann für Klaassen mit einem deutschen Hallenrekord von 6:22,59 min in der 3-mal-800-Meter-Staffel mit Carolin Walter und Rebekka Ackers in der AK-Frauen im Rahmen der Deutschen Jugendhallenmeisterschaften, und eine Woche später wurde sie Deutsche Hallenvizemeisterin über 1500 Meter.
2017 stellte Klaasen in der Hallensaison beim Vectis Indoor Meeting im luxemburgischen Kirchberg über 1500 Meter eine Persönliche Bestzeit von 4:22,29 min auf und holte jeweils den 3. Platz, zuerst bei den Deutschen Hallenmeisterschaften über 1500 Meter und eine Woche später mit der der 3-mal-800-Meter-Staffel, welche traditionell im Rahmen der Deutschen Jugendhallenmeisterschaften ausgetragen wird.
Klaassen ist nicht im Kader des Deutschen Leichtathletik-Verbandes (DLV).

## Vereinszugehörigkeiten
Lena Klaassen startet seit Herbst 2006 für den TSV Bayer 04 Leverkusen. Zuvor startete sie für den SV Sonsbeck.

## Persönliche Bestzeiten
(Stand: 18. Mai 2017)

Halle
- 0800 m: 2:07,27 min, 17. Januar 2015 in Leverkusen
- 1500 m: 4:22,29 min, 10. Februar 2017 in Kirchberg

Freiluft
- 0800 m: 2:05,27 min, 12. August 2015 in Kassel
- 1500 m: 4:18,83 min, 5. Juli 2014 in Oordegem
- 10 km Straße: 35:27 min, 6. März 2016 in Leverkusen
- 4 × 400 m: 3:40,88 min, 15. August 2010 in Regensburg

## Erfolge
national
- 2007: 5. Platz Deutsche U18-Meisterschaften (800 m)
- 2008: 5. Platz Deutsche Jugendhallenmeisterschaften (800 m)
- 2008: Deutsche Crosslaufvizemeisterin (B-Jugend Mannschaft)
- 2008: 4. Platz Deutsche Crosslaufmeisterschaften (B-Jugend Einzelwertung)
- 2008: Deutsche U20-Meisterin (3 × 800 m) * 2008: 3. Platz Deutsche U18-Meisterschaften (800 m)
- 2008: Deutsche U23-Meisterin (4 × 400 m)
- 2009: 8. Platz Deutsche U20-Hallenmeisterschaften (1500 m)
- 2010: 4. Platz Deutsche U20-Hallenmeisterschaften (800 m)
- 2010: 3. Platz Deutsche Crosslauf-Meisterschaften (A-Jugend Mannschaft)
- 2010: Deutsche U20-Meisterin (3 × 800 m)
- 2010: 4. Platz Deutsche U20-Meisterschaften (2000 m Hindernis)
- 2010: Deutsche U23-Meisterin (4 × 400 m)
- 2011: 4. Platz Deutsche Meisterschaften (6,75-km-Cross-Mannschaft)
- 2011: 4. Platz Deutsche Meisterschaften (4 × 400 m)
- 2011: 3. Platz Deutsche Meisterschaften (3 × 800 m)
- 2012: 7. Platz Deutsche Meisterschaften (3 × 800 m)
- 2013: 4. Platz Deutsche U23-Meisterschaften (1500 m)
- 2014: 3. Platz Deutsche Hallenmeisterschaften (1500 m)
- 2014: 6. Platz Deutsche Meisterschaften (1500 m)
- 2014: Deutsche Meisterin (3 × 800 m)
- 2015: Deutsche Hallenmeisterin (3 × 800 m)
- 2015: 6. Platz Deutsche Hallenmeisterschaften (1500 m)
- 2015: Deutsche Vizemeisterin (3 × 800 m)
- 2016: Deutsche Hallenmeisterin (3 × 800 m) mit deutschem Hallenrekord
- 2016: Deutsche Hallenvizemeisterin (1500 m)
- 2017: 3. Platz Deutsche Hallenmeisterschaften AK-Frauen (3 × 800 m)
- 2017: 3. Platz Deutsche Hallenmeisterschaften (1500 m)
- 2017: Deutsche Meisterin (3 × 800 m)